# 刀剣ワールド桑名・多度
「刀剣ワールド桑名・多度 別館」（とうけんわーるどくわな・たど べっかん）は、三重県桑名市多度町古野2692「ホテル多度温泉」レジデンス新館にある美術品を展示した施設である。「ホテル多度温泉」は「東建多度カントリークラブ・名古屋」に隣接したホテル。日本刀をはじめ、甲冑、槍、薙刀、火縄銃といった様々な美術品を無料で鑑賞できる。

## 概要
名古屋刀剣博物館「名古屋刀剣ワールド」の開館（2024年5月）に先駆け、一般財団法人刀剣ワールド財団が所蔵する美術品の一部を、「ホテル多度温泉」レジデンス新館に展示。同法人が愛知県名古屋市中区丸の内にある「東建本社丸の内ビル」の１Ｆにも「刀剣ワールド名古屋・丸の内 別館」を開設し、日本刀や甲冑などを無料展示している。

## 沿革
- 2016年　「刀剣コレクション桑名・多度（ホテル多度温泉）」開館[8]
- 2022年　「刀剣ワールド桑名・多度」に名称変更

## 展示内容
- 日本刀、甲冑、槍、薙刀、火縄銃などといった美術品の展示[2]

## 主な収蔵品

### 重要文化財
- 刀 無銘 吉岡一文字

### 重要美術品
- 太刀　銘　景依
- 太刀　国宗［上杉家伝来］
- 刀　無銘　伝志津［切付け銘有り］

### 特別重要刀剣
- 刀　無銘　伝正宗
- 太刀　銘　豊後国行平作
- 刀　無銘　貞宗

### 重要刀剣
- 刀　銘　長曽祢興里入道乕徹

### 薙刀
- 薙刀　無銘　片山一文字
- 薙刀　銘　和泉守兼定作

### 拵
- 金梨子地家紋散蒔絵鞘飾太刀拵
- 金梨子地銀杏紋散蒔絵鞘糸巻太刀拵
- 変り塗鞘安親金具打刀拵
- 朱漆雲錦模様蒔絵鞘打刀拵

### 甲冑
- 唐紅縅金小札二枚胴大袖鎧
- 勝色縅二枚胴具足
- 紺糸毛引縅二枚胴具足
- 色々革縅胴丸 鉄錆地六十二間筋兜
- 梅重色縅金小札二枚胴大袖鎧
- 浅葱・卯の花・金茶・裾茜色々縅二枚胴具足
- 三階菱家紋散浅葱色縅二枚胴当世具足
- 茄子紺色縅総鉄小札造具足
- 紺色縅当世具足
- 金唐皮貼浅葱縅腰取二枚胴具足
- 勝色裾茜縅金覆輪筋兜 二枚胴具足
- 卯の花総縅裾茜二枚胴具足
- 萌黄糸縅二枚胴具足
- 萌黄・紫・卯の花・裾茜色々縅二枚胴具足
- 鉄錆地二十四間二方白大円山厳星兜 白糸縅大鎧
- 鉄錆地三十二間総覆輪兜 金小札緋絲威二枚胴具足

### 女乗物
- 黒漆塗葵紋津山散蒔絵女乗物

### 火縄銃
- 火縄銃　摂州住榎並屋佐兵衛作
- 短銃　国友か兵衛作
- 井上関右衛門作
- 摂州住以之（芝）辻理右衛門作

### 陣笠
- 九曜紋鉄地紙縒編着陣笠
- 十六間筋乾漆塗陣笠
- 黒塗波涛文陣笠
- 黒漆塗丸に木瓜紋金蒔絵陣笠

### 鐙
- 加州住与三右衛門尉盛定作　鉄地目結七宝繋銀象嵌鐙
- 重真作　鉄錆地巴九曜紋銀象嵌鐙
- 加州住重久作　鉄錆地牡丹文銀象嵌鐙
- 加州住善左衛門盛国作　鉄錆地蓮華唐草銀象嵌鐙

### 鞍
- 黒漆塗御簾葵文金蒔絵海無鞍
- 扇面花鳥文金高蒔絵海有鞍
- 金梨地鳳凰文海有鞍
- 石持竪木瓜紋市松文金蒔絵螺鈿海有鞍
- 黒漆塗金擦込雛革包軍陣鞍
- 金梨地蓑亀文金銀蒔絵海有鞍（小形）
- 金詰梨地梅鉢紋海有鞍
- 木地亀甲唐花文繋彫海無鞍

### 美術品
- 強弓
- 蒔絵箱
- 火縄筒
- 扇
- 源平合戦図屏風
- 百人一首小刀

## アクセス

### 車
- 東名阪自動車道「桑名東IC」から 8km
- 東名阪自動車道「桑名IC」から 8.3km
- 東名阪自動車道「長島IC」から 9.5km

### 電車・鉄道
- 近鉄名古屋線「桑名」駅より車（タクシー）で約30分
- 近鉄養老線「多度」駅より車（タクシー）で約10分

## 開館日・開館時間
- 開館時間はホテル多度温泉の営業時間内

## 入館料
無料

## 近隣施設
- 東建多度カントリークラブ・名古屋
- ホテル多度温泉
- 多度大社
- 桑名市博物館